# Diocese de Amravati
A Diocese de Amravati (Latim:Dioecesis Amravatensis) é uma diocese localizada no município de Amravati, no estado de Maarastra, pertencente a Arquidiocese de Nagpur na Índia. Foi fundada em 8 de maio de 1955 pelo Papa Pio XII. Com uma população católica de 5.684 habitantes, sendo 0,1% da população total, possui 20 paróquias com dados de 2020.

## História
Em 8 de maio de 1955 o Papa Pio XII cria a Diocese de Amravati através do território da Arquidiocese de Nagpur. Em 1969 a Diocese de Amravati juntamente com a Arquidiocese de Nagpur perdem território para a formação do Exarcado Apostólico de Chanda. Em 1977 a 
Diocese de Amravati juntamente com a Arquidiocese de Hyderabad perdem território para a formação da Diocese de Aurangabad.

## Lista de bispos
A seguir uma lista de bispos desde a criação da diocese em 1955.
|                             | Nome                            | Período     | Notas                       |
| Bispos                      | Bispos                          | Bispos      | Bispos                      |
| --------------------------- | ------------------------------- | ----------- | --------------------------- |
| 5º                          | Malcolm Sequeira                | 2023-       | Atual                       |
| 4º                          | Elias Joseph Gonsalves          | 2012 - 2018 | Nomeado arcebispo de Nagpur |
| 3º                          | Lourdes Daniel                  | 2007 - 2010 | Nomeado bispo de Nashik     |
| 2º                          | Edwin Colaço                    | 1995 - 2006 | Nomeado bispo de Aurangabad |
| 1º                          | Joseph Albert Rosario, M.S.F.S. | 1955 - 1995 |                             |
| Administradores apostólicos |                                 |             |                             |
| 2º                          | Elias Joseph Gonsalves          | 2018 - 2023 |                             |
| 1º                          | Lourdes Daniel                  | 2010 - 2012 |                             |